# Arsiè

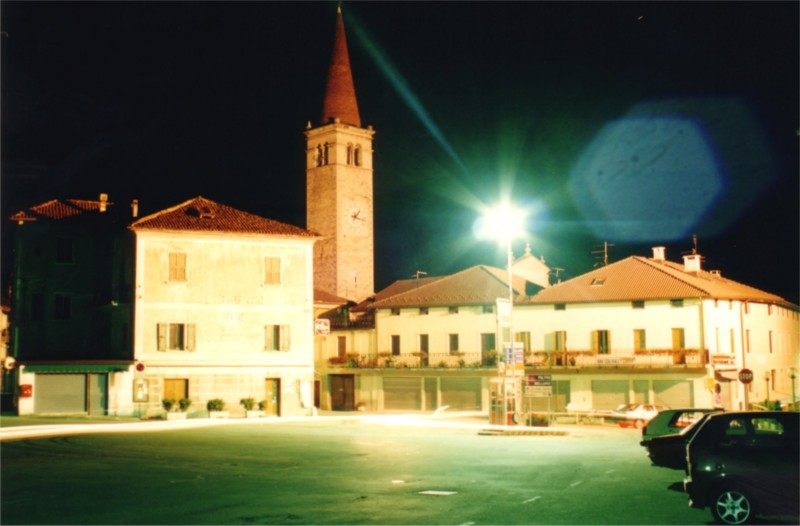
Veduta di Arsiè

Arsiè (Arsiè [arˈsjɛ], [-æ], [-a] in veneto, Arseum in latino) o Arsié (in italiano /arˈsje/ o /arˈsjɛ/) è un comune italiano di 2 172 abitanti della provincia di Belluno in Veneto.

## Geografia fisica

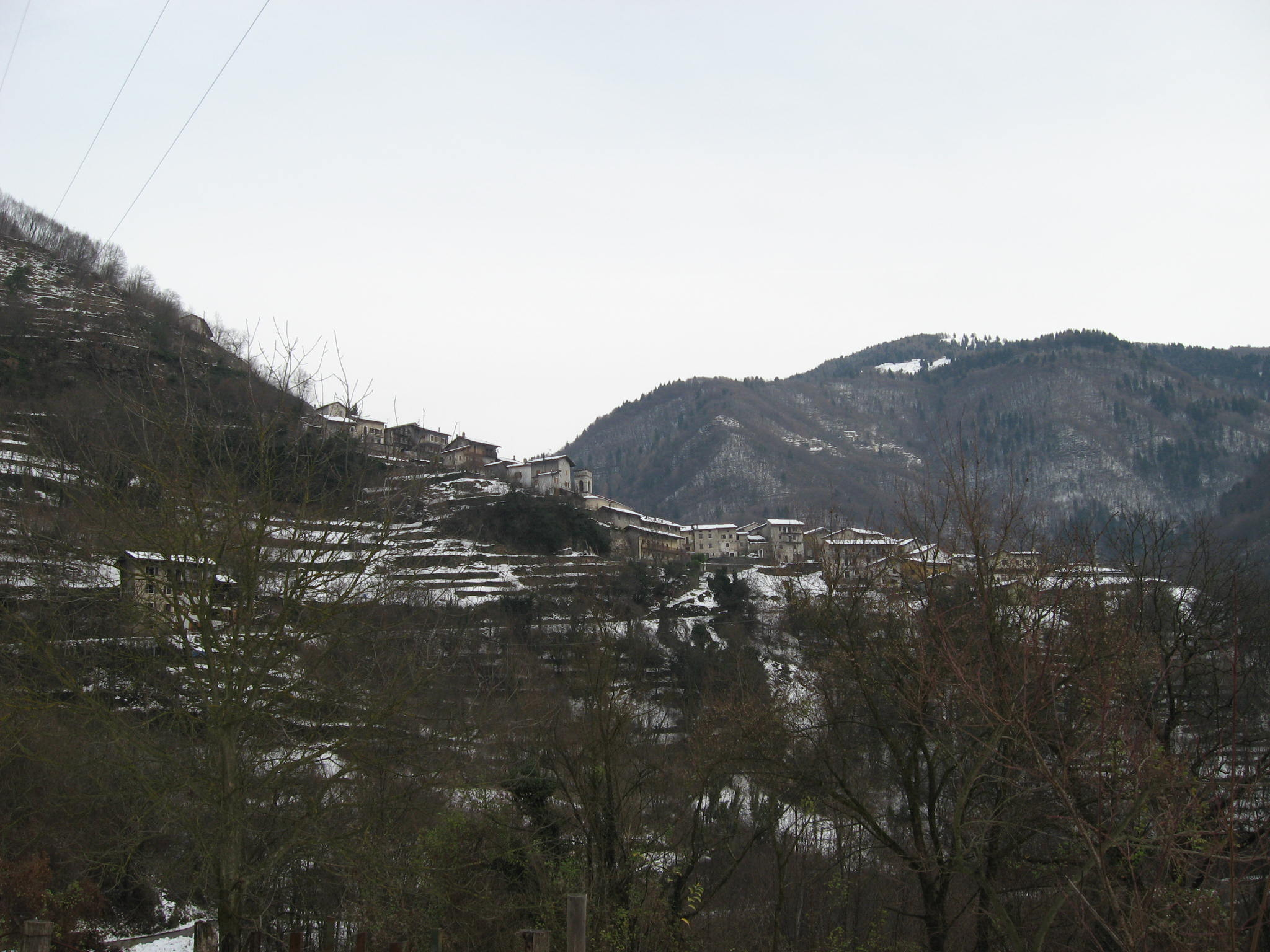
Veduta della borgata di Incino

Il paese di Arsiè si trova in una piana circondata da montagne a Nord del Lago del Corlo, un lago artificiale creato nel 1954 per la produzione di energia elettrica, sbarrando il torrente Cismon.

### Orografia
Il territorio del comune comprende i seguenti monti: Monte Novegno, Col del Gallo, Cima di Lan, Cima Campo; una parte del territorio si estende lungo le pendici del Monte Grappa.

### Clima
In estate il clima beneficia dei monti che lo circondano e le temperature estive sono mitigate. Nonostante la modesta quota, il clima è abbastanza rigido nei mesi invernali. La neve cade copiosa ogni anno.

### Frazioni
Sono riconosciute ufficialmente come frazioni le borgate di Fastro, Incino, Mellame, Rivai, Rocca, San Vito. Vanno citati tuttavia altri centri abitati, come Col Perer, Corlo, Duri, Solivo e Tol e le località montane di Monte Novegno, Col del Gallo, Cima di Lan e Cima Campo.

## Origini del nome
Così come l'omonima Arsiè di Ponte nelle Alpi, Arsiero e varie altre località, il toponimo è un riferimento alle qualità del terreno "arso", "arido"; vi si può riconoscere inoltre un suffisso -etum con valore collettivo.
Una paraetimologia afferma che Arsiè derivi da arci sedes "sede di castello", allusione a una fortificazione costruita lungo la strada che collegava Venezia alla Germania.

## Storia

### Prima Guerra Mondiale
Buona parte del territorio del comune è stato teatro della prima guerra mondiale in quanto localizzato nei pressi del vecchio confine di Stato: dopo la rotta di Caporetto, Arsiè si trovò in territorio di retrovie austriache fino alla fine del conflitto. Le truppe austroungariche arrivarono assediando il Forte Tagliata della Scala, situato a metà delle scale di Primolano.
Per difendere il confine erano stati costruiti molti forti all'interno del territorio comunale, ma alcuni non vennero mai utilizzati, come ad esempio il Forte Cima Lan che fu fatto esplodere dalle truppe italiane stesse per paura che cadesse in mano al nemico. Un altro forte presente è quello di Cima Campo, chiamato anche Forte Leone. Anche questa fortezza non venne mai utilizzata ma, al contrario del Forte Cima Lan, non fu fatta esplodere. Su questa struttura, al pari di quanto era stato fatto sulle fortezze del vicentino, il comandante fece sostituire le bocche da fuoco con dei tronchi di legno dipinti di nero in modo che i nemici, se fossero passati con l'aereo sopra il forte, non si sarebbero accorti che era stato disarmato. Questo forte è visitabile nella località di Cima Campo.

### Seconda Guerra Mondiale
Il 10 luglio 1943 gli Americani sbarcano in Sicilia. L’8 settembre 1943 è stato firmato a Cassibile, vicino Siracusa, in Sicilia, l’Armistizio tra Italia e Stati Uniti. Il 25 aprile 1945 vi fu la liberazione delle città del Nord Italia, la resa dei tedeschi e la fine del nazifascismo in Italia. L’Armistizio firmato l’8 settembre 1943 nel Bellunese spaccò la popolazione in due: da una parte gli antifascisti, dall’altra i sostenitori della Repubblica di Salò. Belluno, Trento e Bolzano furono annesse direttamente alla Germania. Ci vollero appena due giorni perché Hitler prendesse la decisione: il Führer istituì la Operationszone Alpenvorland, vale a dire la Zona di operazioni delle Prealpi (che comprendeva le tre attuali province dolomitiche), affidata a Franz Hofer. La direzione di tutto era Berlino, per il tramite del Tirolo e di Bolzano. In provincia di Belluno infatti l’occupazione fu affidata principalmente a truppe altoatesine, che non lesinavano certo angherie e barbarie. Inoltre, diversi Comuni appartenuti fino allora alle province di Trento e Belluno entrarono a far parte della provincia di Bolzano. Le truppe di occupazione inaugurarono una vera e propria strategia terroristica per tenere in pugno la popolazione e fare in modo che non si avvicinasse ai partigiani, i villaggi furono bruciati. La provincia di Belluno tornò a essere Italia solo il 1º gennaio 1946, restituita dagli americani al governo italiano. In questo contesto gli americani dal maggio del 1945 istituirono un quartier generale ad Arsiè nella Villa Stile Liberty sita in via Primo Maggio.

### Emigrazione
Un fatto storico che ha influito notevolmente sulla attuale situazione demografica del comune è stata l'emigrazione. L'economia del paese, in passato, si basava quasi unicamente sull'agricoltura. A seguito dell'aumento della popolazione e dell'eccessivo frazionamento dei terreni, molti paesani, penalizzati dal clima rigido e dalla scarsità di vie di comunicazione, sono emigrati in cerca di maggiori prospettive di occupazione.
Le migrazioni, iniziate nell'Ottocento e dirette verso il Brasile e l'Argentina, interessarono, in seguito, gli Stati Uniti d'America, la Francia, il Belgio e, negli anni sessanta, le grandi città della pianura padana quali Milano e Torino.

## Società

### Evoluzione demografica
Abitanti censiti

Come la gran parte dei comuni di montagna, anche Arsiè soffre delle problematiche legate all'invecchiamento della popolazione: i residenti sotto i 15 anni sono appena il 9,4%, mentre quelli sopra i 64 anni raggiungono il 32,5%; l'indice di vecchiaia è di 345,7.

## Cultura

### Eventi
L'evento più importante del paese, in termini di presenze, è l'annuale "Fiera delle Anime".
A seguito della costituzione di nuove parrocchie quali Enego, Primolano, Fastro, nate dal distacco dalla Pieve di Arsiè, don Sartorio, l'allora parroco, fu indotto a invitare una volta all'anno tutti gli ex parrocchiani per raccogliersi in ricordo dei loro morti ancora sepolti ad Arsiè. Nacque così la "Festa delle Anime", che fu ufficializzata con bolla di papa Alessandro VII il 15 ottobre 1666.
Visto che il momento dell'anno coincideva con la fine dell'alpeggio, la festa divenne presto un momento di baratti e compravendite in particolare di prodotti agricoli, in prevalenza derivanti dalla montagna, e degli animali. Nacque così la "Fiera delle Anime". Ancora oggi questa fiera è molto partecipata da tutte le persone del circondario. La ricorrenza cade la terza domenica di ottobre di ogni anno.
Negli ultimi anni sta rapidamente crescendo l'"Arsiè Summer Fest", una festa dello sport che cerca di dare l'opportunità di provare nuovi sport in particolare per i più giovani; si svolge nella seconda metà di giugno.

## Monumenti e luoghi d'interesse

### Chiesa parrocchiale di Santa Maria Assunta
Ha origini antichissime: durante il rifacimento del pavimento nel 1982, sono stati portati alla luce i resti di un edificio del V-VI secolo e quelli di un tempio a tre absidi del X secolo. Benché Arsiè fosse sottoposta al potere temporale del vescovo di Feltre, dal punto di vista ecclesiastico era una pieve della diocesi di Padova, alla quale tuttora appartiene. Nel Trecento si ebbe un'altra riedificazione e nel 1488 fu descritta del vescovo Pietro Barozzi in visita pastorale come una chiesa grande e pregevole, ricca di arredi e suppellettili. Distrutta dall'esercito imperiale durante la guerra della Lega di Cambrai, fu nuovamente ricostruita ma i lavori si prolungarono notevolmente e furono conclusi solo sotto don Giovanni Dal Castello (parroco dal 1680 al 1702). Nel 1734-36 fu rifatta la facciata, mentre nel 1816 si ebbe una riconsacrazione a conclusione di un restauro. Gli ultimi lavori, benedetti il 24 agosto 2008 dal vescovo Antonio Mattiazzo, hanno ripristinato il marmorino settecentesco e le decorazioni in rilievo; inoltre, hanno reso accessibili i resti delle chiese altomedievali.
Gli interni sono organizzati in un'unica navata su cui si affacciano quattro cappelle per lato. La prima di destra ospita una riproduzione della Grotta di Lourdes del 1914, mentre in quella di fronte si trova un grande fonte battesimale cinquecentesco. Le sei rimanenti ospitano altrettanti altari lignei collocabili tra il Sei e il Settecento. Emerge tra tutti l'altare della Crocefissione, opera barocca in legno dipinto e dorato realizzata nel XVIII secolo da maestranze venete; vi è collocato un Crocifisso in legno intagliato e dipinto di scuola feltrina, risalente alla seconda metà del XV secolo, mentre sono collocabili nel secolo successivo le due sculture lignee che lo affiancano (Giovanni evangelista e Madonna Addolorata), di probabile provenienza austriaca. Di fronte, sull'altare del Rosario, si trova la tela con la Madonna del Rosario, San Domenico, Santa Caterina e i vincitori della battaglia di Lepanto, che richiama un dipinto con lo stesso soggetto conservato nella parrocchiale di Fonzaso.
Posti in corrispondenza degli ingressi laterali, uno di fronte all'altra, sono il pulpito settecentesco e una statua di San Pietro d'Alcantara del 1722. Appena oltre si trovano gli altari di San Giacomo e di San Sebastiano, ornati rispettivamente dalla Natività e dalla Sacra Famiglia con i santi Sebastiano e Rocco, tele di fine Seicento di Giovanni Battista Volpato. Gli ultimi due altari prima del pulpito sono dedicati a Sant'Antonio da Padova e al Sacro Cuore di Gesù e ospitano statue recenti.
Degni di nota anche due angeli in marmo bianco del XVII secolo posti ai lati dell'altare maggiore (forse in origine collocati in una villa feltrina) e una Madonna con Bambino di fine Quattrocento in terra cruda, particolarmente cara alla popolazione che la porta in processione nei momenti di pericolo.

## Economia
L'economia del paese si basa sul commercio, l'artigianato, il turismo, l'agricoltura e l'allevamento. Il turismo si concentra prevalentemente nel periodo estivo lungo le sponde del lago e nelle malghe di alta quota.

L'agricoltura è praticata da un numero ridotto di cooperative ed altre forme societarie, e da un sempre minore numero di famiglie impegnate in questa attività anche solo per consumo familiare. Le attività agricole sono rivolte prevalentemente all'allevamento di bovini.

L'artigianato ha avuto una nuova fase di sviluppo dopo l'apertura del tunnel, nel 1997, che ha migliorato la viabilità e i collegamenti con la Valsugana.

## Amministrazione
| Periodo        | Periodo        | Primo cittadino  | Partito                        | Carica  | Note |
| -------------- | -------------- | ---------------- | ------------------------------ | ------- | ---- |
| 13 giugno 1999 | 13 giugno 2004 | Mario De Nale    | Lega Nord-Liga Veneta          | sindaco |      |
| 12 giugno 2004 | 7 giugno 2009  | Ivano Faoro      | Lega Nord-Liga Veneta          | sindaco |      |
| 7 giugno 2009  | 26 maggio 2014 | Ivano Faoro      | Lega Nord-Liga Veneta          | sindaco |      |
| 26 maggio 2014 | 27 maggio 2019 | Luca Strappazzon | lista civica Uniti per Arsiè   | sindaco |      |
| 27 maggio 2019 | 10 giugno 2024 | Luca Strappazzon | lista civica Uniti per Arsiè   | sindaco |      |
| 10 giugno 2024 | in carica      | Ivano Faoro      | lista civica Ritorno al futuro | sindaco |      |